# Dolmen du Champ-du-Ruisseau
Der Dolmen du Champ-du-Ruisseau (auch Allée couverte du Champ-du-Ruisseau, Allée couverte de Pontpiau oder La Bretonnière genannt) liegt nahe der Auxence (Fluss), nördlich von Champtocé-sur-Loire im äußersten Westen des Département Maine-et-Loire in Frankreich. Dolmen ist in Frankreich der Oberbegriff für neolithische Megalithanlagen aller Art (siehe: Französische Nomenklatur).
Das erst im Jahre 1949 von J.-B. Glotin entdeckte kurze Galeriegrab mit einer überdachten Vorkammer und drei erhalten (von vier) großen Deckenplatten war lange von einem Hügel bedeckt. 14 der 17 Platten der Megalithanlage, die eine bebauchte Kammer bilden, sind aus Sandstein. Drei Platten (die größte mit einem Gewicht von über zwei Tonnen) sind aus Puddingstein. Im Jahre 1951 wurde erkannt, dass die letzte Deckenplatte auf der Außenseite Spuren von Wetzrillen (französisch polissoir) aufweist.
Der Dolmen mit einer ovalen Einfassung ist seit 1961 als Monument historique klassifiziert.

Dolmen du Champ-du-Ruisseau
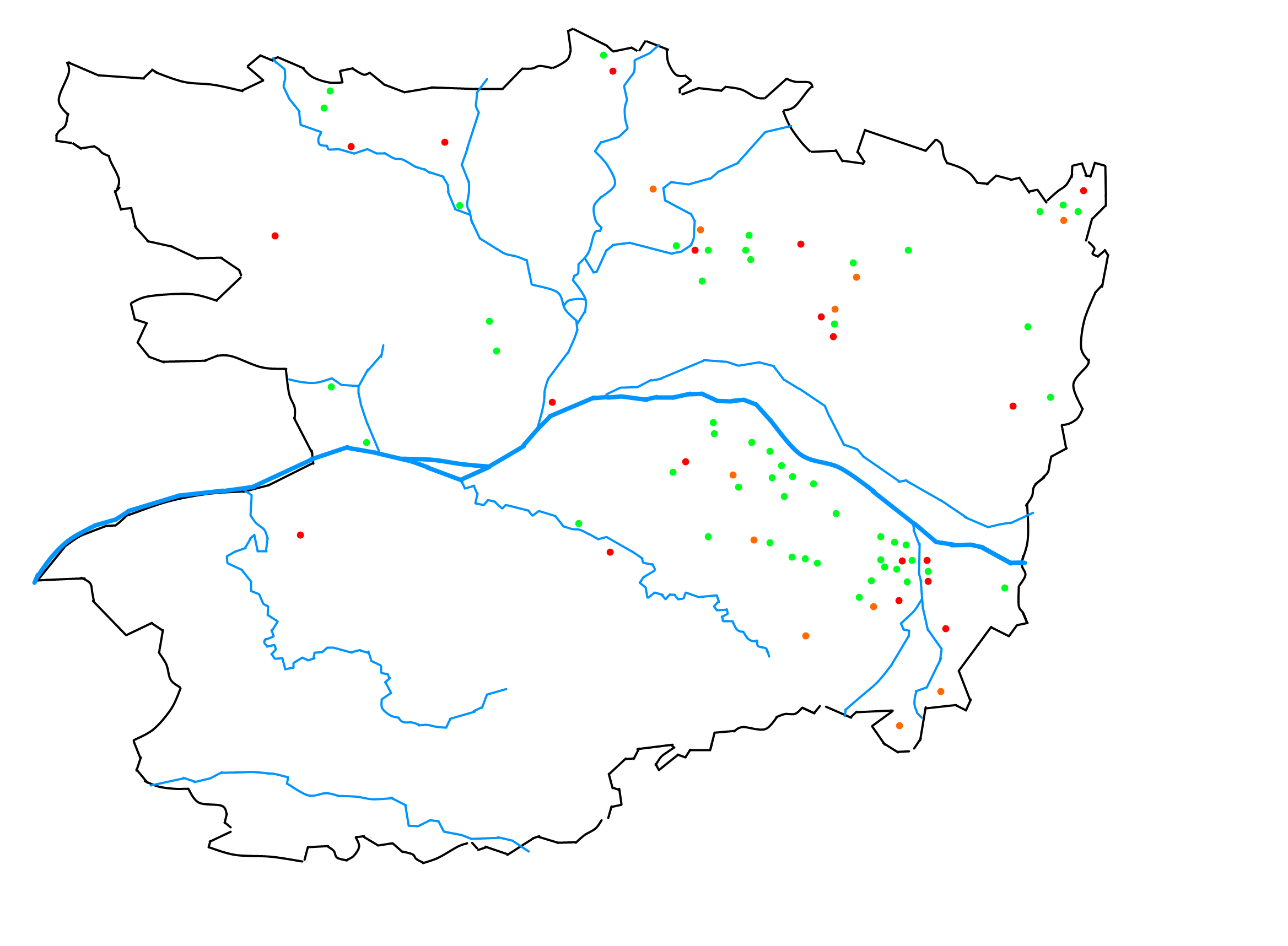
Verbreitung von Dolmen in Maine-et-Loire – grün sind erhaltene Anlagen
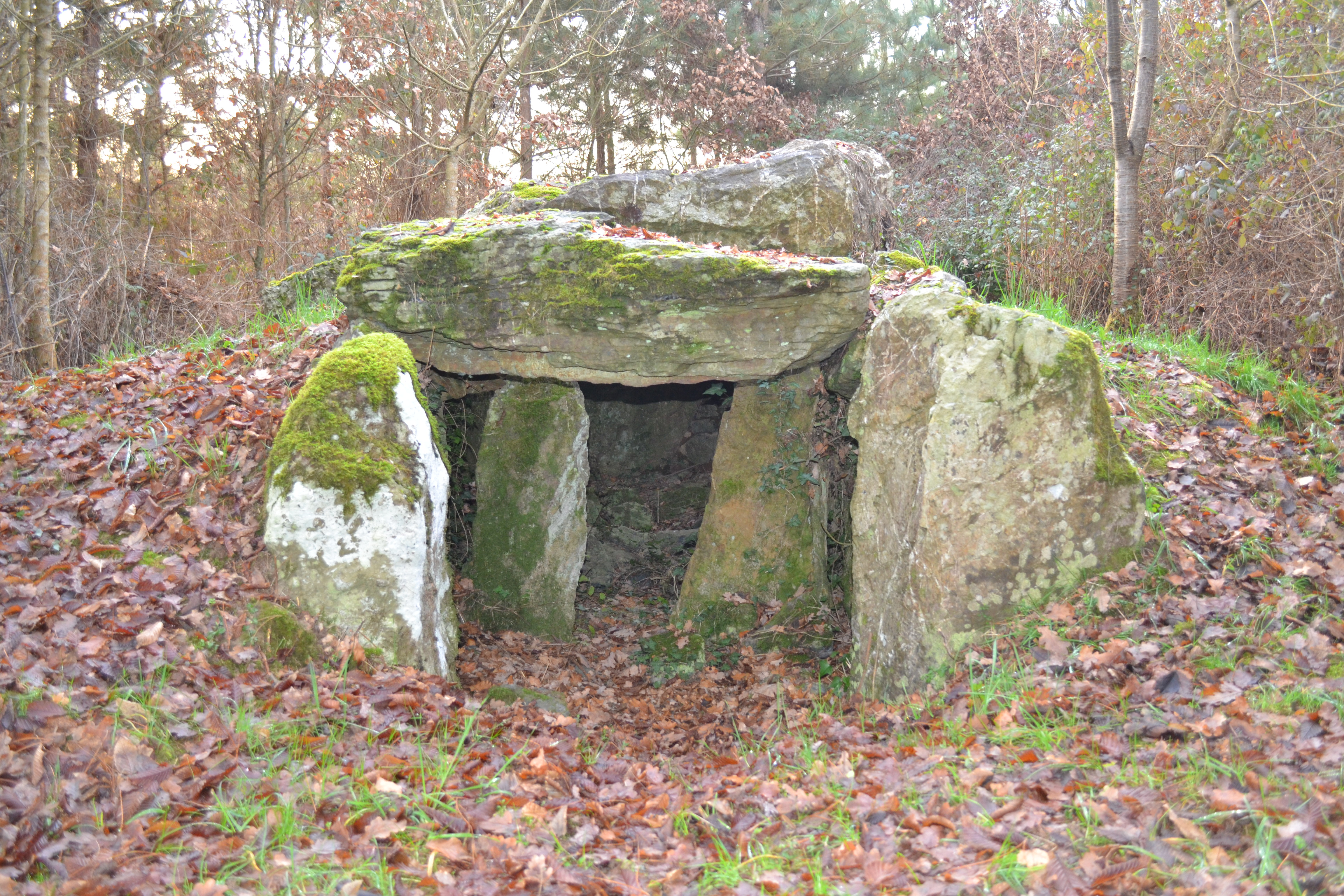
Front mit Portal
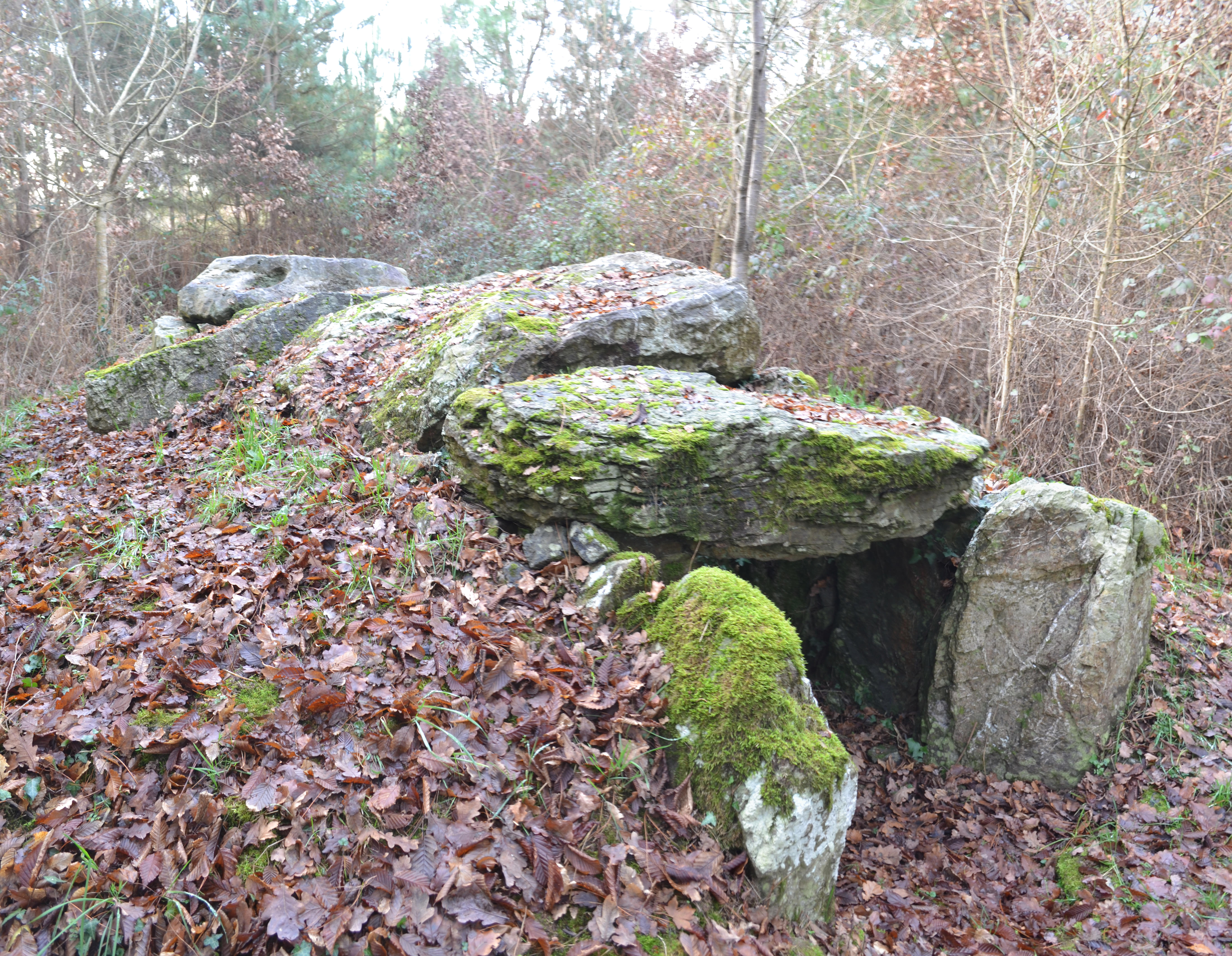
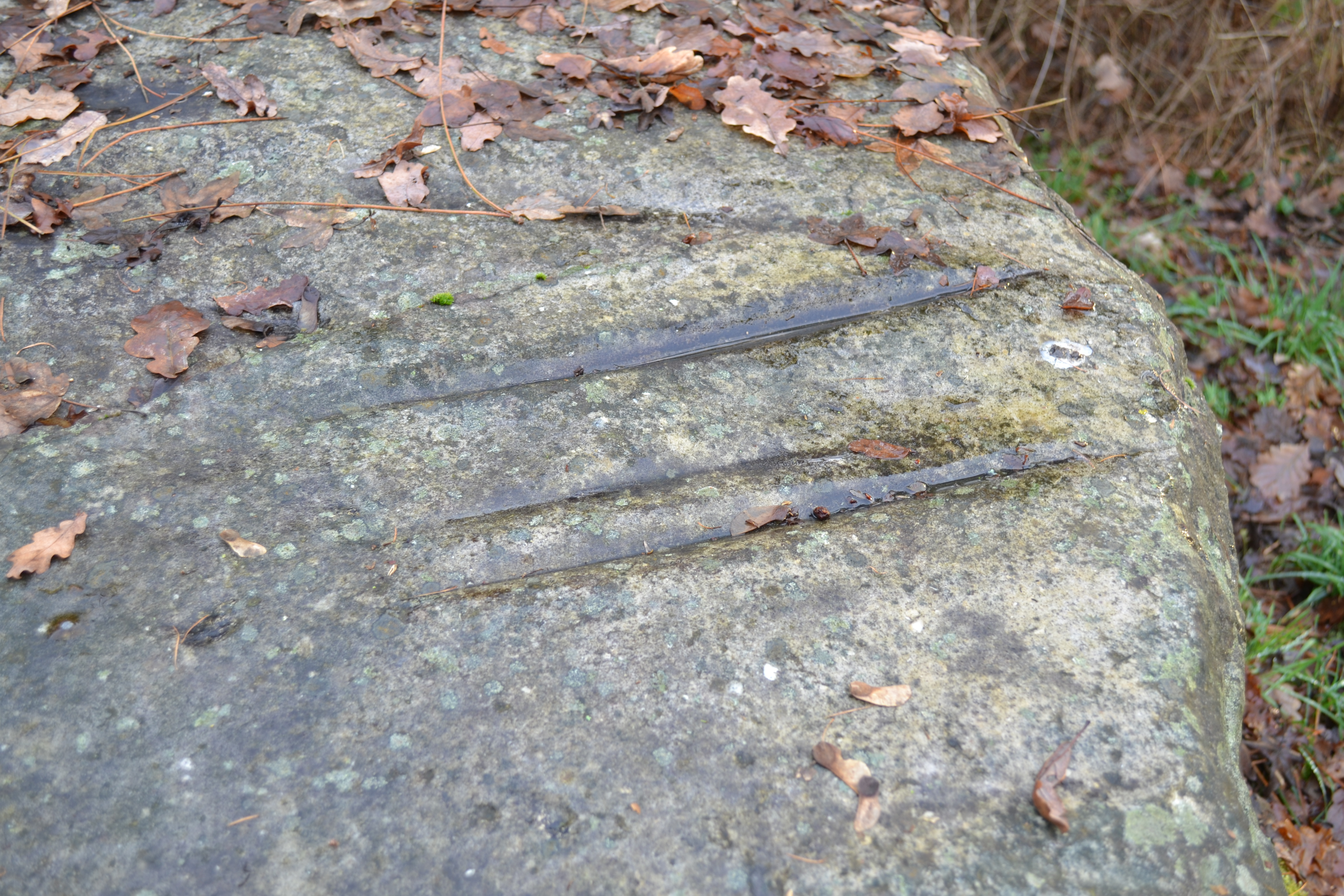
Wetzrillen

In der Nähe liegen der eingetiefte Dolmen de la Romme und der untergegangene Dolmen de la Boire de Champtocé.